# Polymastiidae
Polymastiidae é uma família de esponjas marinhas da ordem Hadromerida. 

## Gêneros
- Acanthopolymastia Kelly-Borges e Bergquist, 1997
- Astrotylus Plotkin e Janussen, 2007
- Atergia Stephens, 1915
- Penicillus
- Polymastia Bowerbank, 1864
- Proteleia Dendy e Ridley, 1886
- Pseudotrachya Hallmann, 1914
- Quasillina Norman, 1869
- Radiella Schmidt, 1870
- Ridleia Dendy, 1888
- Sphaerotylus Topsent, 1898
- Spinularia Gray 1867
- Tentorium Vosmaer, 1887
- Trachyteleia Topsent 1928
- Tylexocladus Topsent, 1898
- Weberella Vosmaer, 1885